# Christophe Bonnet
Pour les articles homonymes, voir Bonnet.
Christophe Bonnet (né le 5 juillet 1985 à Brou-sur-Chantereine) est un athlète français, spécialiste du 100 m et du relais 4 × 100 m.
Il mesure 1,72 m pour 67 kg et appartient au club Bussy-Saint-Georges Athlétisme.
Sélectionné comme remplaçant pour les Jeux olympiques à Pékin, il remporte la médaille d'argent aux Jeux méditerranéens 2009 à Pescara. Sa meilleure performance sur 100 m est de 10 s 43 (+0,60) à Montgeron (le 1er juillet 2006).